# Раджа Рафе
Раджа Рафе (араб. رجا رافع, нар. 1 травня 1983, Дамаск) — сирійський футболіст. Найкращий бомбардир в історії збірної Сирії (32 голи). Шестиразовий найкращий бомбардир чемпіонату Сирії.

## Досягнення
- Найкращий бомбардир чемпіонату Сирії: 2004, 2005, 2008, 2012, 2015, 2016